# Wacław Grudniewicz
Wacław Gwidon Grudniewicz (ur. 12 września 1898 w Kutnie, zm. ?) – podpułkownik dyplomowany artylerii Wojska Polskiego, kawaler Orderu Virtuti Militari.

## Życiorys
Urodził się 12 września 1898 w Kutnie . Po zakończeniu I wojny światowej i odzyskaniu przez Polskę niepodległości został przyjęty do Wojska Polskiego. Uczestniczył w wojnie polsko-bolszewickiej za co otrzymał Order Virtuti Militari; został wymieniony jako odznaczony tym orderem w ramach 13 pułku artylerii polowej oraz 27 pułku artylerii lekkiej. Został awansowany do stopnia porucznika artylerii ze starszeństwem z dniem 1 czerwca 1919, a następnie do stopnia kapitana artylerii ze starszeństwem z dniem 15 sierpnia 1924. W 1923, 1924 był oficerem 13 pap w Równem. Jako oficer 13 pap w 1928 służył w Departamencie Artylerii Ministerstwa Spraw Wojskowych. Stamtąd został powołany na dwuletni X Kurs Normalny do Wyższej Szkoły Wojennej. 1 września 1931, po ukończeniu kursu i otrzymaniu dyplomu naukowego oficera dyplomowanego, został przeniesiony do 4 Dywizji Piechoty w Toruniu na stanowisko oficera sztabu. 4 lutego 1934 roku został awansowany na majora ze starszeństwem z dniem 1 stycznia 1934 roku i 15. lokatą w korpusie oficerów artylerii. W czerwcu tego roku został przydzielony do Sztabu Głównego w Warszawie. Służąc w Wydziale Mobilizacyjnym Oddziału I wykonywał prace obliczeniowe dotyczące potrzeb broni i amunicji, które wymagał Komitet do Spraw Sprzętu i Uzbrojenia. 
Na początku 1939 w stopniu podpułkownika był dowódcą 28 dywizjonu artylerii ciężkiej. W czasie kampanii wrześniowej był oficerem do zleceń naczelnego kwatermistrza – III zastępcy szefa Sztabu Naczelnego Wodza. 9 września razem z podpułkownikiem Okulickim i Łukomskim oraz majorem Tadeuszem Hoffmannem pozostał w Warszawie, jako „ekspozytura Kwatery Głównej Naczelnego Wodza”. Do jego obowiązków należały sprawy zaopatrzenia i ewakuacji. Po kapitulacji załogi stolicy dostał się do niemieckiej niewoli. Przebywał w Oflagu IV B Königstein, a od 5 czerwca 1940 w Oflagu VII A Murnau, w którym pełnił konspiracyjną funkcję zastępcy szefa sztabu Polskiego Ośrodka Wojskowego.

## Życie prywatne
Podpułkownik Grudniewicz był żonaty, miał dzieci.
Jego młodszym bratem był Stefan Wincenty (ur. 5 kwietnia 1905 w Kutnie) – kapitan 26 pal, który po kampanii wrześniowej również trafił do Oflagu VII A Murnau.

## Ordery i odznaczenia
- Krzyż Srebrny Orderu Wojskowego Virtuti Militari[8] nr 5648 – 27 września 1922[22]
- Krzyż Walecznych (czterokrotnie)[8]
- Złoty Krzyż Zasługi (19 marca 1937)[23]
- Medal Pamiątkowy Wielkiej Wojny (III Republika Francuska)[8]
- Medal Zwycięstwa (Międzyaliancki)[8]